# Arroyo Polancos Chico
Der Arroyo Polancos Chico ist ein Fluss in Uruguay.
Er entspringt wenige Kilometer südlich von Agraciada auf dem Gebiet des Departamento Colonia unweit östlich der dort verlaufenden Ruta 12. Von dort fließt er in südöstliche Richtung und mündet als rechtsseitiger Nebenfluss in den Arroyo Polancos.